# Sistema de partículas em interação
Na teoria da probabilidade, um sistema de partículas em interação (IPS) é um processo estocástico {\displaystyle (X(t))_{t\in \mathbb {R} ^{+}}} em algum espaço de configuração {\displaystyle \Omega =S^{G}} dado por um espaço de sítio, um grafo infinito contável {\displaystyle G} e um espaço de estado local, um espaço métrico compacto {\displaystyle S}. Mais precisamente, IPSs são processos de Marvok de tempo contínuo que descrevem o comportamento coletivo de componentes estocasticamente em interação. IPSs são os análogo de tempo contínuo dos autômatos celulares estocásticos. Entre os principais exemplos são o modelo de eleições, o processo de contato, o processo de exclusão simples  assimétrico (PESA), a dinâmica de Glauber e, em particular, o modelo Ising estocástico.
IPS são geralmente definidos através de seus geradores de Markov dando origem a um processo de Markov único utilizando semigrupos de Markov e o teorema de Hille-Yosida. Novamente o gerador é dada através das denominadas taxas de transição {\displaystyle c_{\Lambda }(\eta ,\xi )>0} onde {\displaystyle \Lambda \subset G} é um conjunto finito de sítios e {\displaystyle \eta ,\xi \in \Omega } com {\displaystyle \eta _{i}=\xi _{i}} para todo {\displaystyle i\notin \Lambda }. As taxas descrevem tempos de espera exponenciais do processo para saltar da configuração {\displaystyle \eta } para a configuração {\displaystyle \xi }. Geralmente, as taxas de transição são dadas na forma de uma medida finita {\displaystyle c_{\Lambda }(\eta ,d\xi )} em {\displaystyle S^{\Lambda }}.
O gerador {\displaystyle L} de um IPS tem a seguinte forma: primeiro, o domínio de {\displaystyle L} é um subconjunto do espaço de "observáveis", isto é, o conjunto de valores reais de funções contínuas no espaço de configuração {\displaystyle \Omega }. Em seguida, para qualquer {\displaystyle f} observável no domínio de {\displaystyle L}, tem-se
{\displaystyle Lf(\eta )=\sum _{\Lambda }\int _{\xi :\xi _{\Lambda ^{c}}=\eta _{\Lambda ^{c}}}c_{\Lambda }(\eta ,d\xi )[f(\xi )-f(\eta )]}.
Por exemplo, para o modelo Ising estocástico temos {\displaystyle G=\mathbb {Z} ^{d}}, {\displaystyle S=\{-1,+1\}}, {\displaystyle c_{\Lambda }=0} se {\displaystyle \Lambda \neq \{i\}} para alguns {\displaystyle i\in G} e
{\displaystyle c_{i}(\eta ,\eta ^{i})=\exp[-\beta \sum _{j:|j-i|=1}\eta _{i}\eta _{j}]}
onde {\displaystyle \eta ^{i}} é a configuração igual a {\displaystyle \eta } exceto que ela é invertida no sítio {\displaystyle i}. {\displaystyle } é um novo parâmetro modelando a temperatura inversa.